# Ulla Pia
Ulla Pia Berndorf Nielsen (født 17. februar 1945 i København, død 22. august 2020 i Gammel Holte) var en dansk sangerinde, kendt som Ulla Pia.

## Karriere
Hun debuterede i meget ung alder med jazz- og slagersang, optrådte med en række af de store danske orkesterledere som Ib Renard, Harry Felbert, Arne Lamberth og Otto Francker.
Hun deltog i Dansk Melodi Grand Prix 1966, som hun til sin store overraskelse vandt med nummeret "Stop mens legen er go'". Sangen blev blot nummer 14 ud af 18 i det internationale grand prix, men gav hende et stort nationalt gennembrud. Herefter fulgte en række større og mindre hits, især lanceret i radioen på DR's Dansktoppen og i tv i Pladeparade, hvor Otto Leisner var særligt begejstret for hende. Blandt hendes største hits var "Flower power tøj", "Bade med og uden" og "Karina". Sidstnævnte var en dansk udgave af sangen "Candida", som med tekst af Keld Heick blev skrevet om Ulla Pias datter Karina. Det blev også til et par filmroller. Desuden turnerede hun et halvt år i slutningen af 1960’erne med Dirch Passer, og nogle år senere med Jørgen Fritzes modeshow. 
Ulla Pia blev uden større held forsøgt lanceret på det tyske plademarked under navnet Ulla Björn, blandt andet med pladen "Eine Rose mach noch keinen Kavalier" i 1967.
I slutfasen af den gamle Dansktops storhedstid trak Ulla Pia sig gradvist tilbage, og efter en sygdomsperiode i 1979 optrådte hun kun sporadisk. Men EMI tildelte hende en æresguldplade, og en upubliceret selvbiografi Frihed er det bedste guld blev skrevet i 1995. En lang række af Ulla Pias indspilninger er udkommet på cd i de senere år, og gruppen Sweethearts har optrådt med flere af hendes sange.

## Privatliv
Ulla Pia var enebarn i en arbejderfamilie, der boede på Islands Brygge i København, og hun boede selv på Islands Brygge størstedelen af sit liv. Som barn var hun meget plaget af astma, hvilket efter hendes egen mening var med til at gøre hende tidligt voksen. Samtidig var hun meget teaterinteresseret og spillede tidligt børneteater.
Hun blev i 1963 gift med guitaristen Ole Berndorff, men parret blev skilt i 1968, og hun blev ikke siden gift. Hun fik datteren Karina med journalisten Vagn Nielsen i 1970.
Ulla Pia flyttede i slutningen af sit liv på et plejehjem i Gammel Holte. Ulla Pia døde den 22. august 2020 efter en alvorlig kræftsygdom. Hun led af kræft i ryggen.

## Film
- Ullabella (1961)
- Far til fire med fuld musik (1961)
- Peters landlov (1963)
- Den gale dansker (1969)